# Provincia Amnat Charoen
Amnat Charoen (în thailandeză อำนาจเจริญ) este o provincie (changwat) din Thailanda. Situată în regiunea de Nord-Est, provincia Amnat Charoen are în componența sa 7 districte (amphoe), 56 de sub-districte (tambon) și 653 de sate (muban). 
Cu o populație de 369.494 de locuitori și o suprafață totală de 3.161,2 km2, Amnat Charoen este a 63-a provincie din Thailanda ca mărime după numărul populației și a 60-a după mărimea suprafeței.